# Долиновское
Долиновское (с 1884 года — Гнадау, нем. Gnadau; с 1915 г — Долиновка) — село в Калининском районе Краснодарского края России. Входит в состав Бойкопонурского сельского поселения.

## Варианты названия
- Гнадау[2][3],
- Гначбау[7],
- Долиновка[3][5],
- Долиновская[5].

## География
Расположено на правом берегу реки Понура, в 40 км к северо-западу от Краснодара.

## История
Основано как немецкая колония Гнадау в 1884 году:249. Поселение Гнадау-Долиновское построено переселенцами из села Нойдорф (Neudorf) тогдашней Херсонской губернии в Приднестровье (Таврия) в 20-ти километрах от города Григориополь (сегодня в Приднестровской Республике Молдова, сегодняшнее название посёлок Карманово). До 1917 года колония входила в состав Нововеличковской волости Екатеринодарского отдела Кубанской области. В 1918 здесь было захоронено тело генерала Л. Г. Корнилова.
15 мая 1915 года колония Гнадау переименована в селение Долиновка:249. По состоянию на 1926 год Долиновское являлось административным центром Долиновского сельсовета Медведовского района Кубанского округа Северо-Кавказского края; общая площадь его земель составляла 1943 десятин, число хозяйств — 114, число жителей — 483 (в том числе 425 немцев, 45 русских); имелась начальная школа.
До выселения немцев в сентябре 1941 года в селе было 54 хозяйств.
В 1957 году из Нововеличковского сельсовета Новотитаровского района Долиновское было передано в Старовеличковский сельсовет Кагановичского района:196.

## Население
| 1905 | 1911 | 1914 | 1918 | 1926 | 2002 | 2010 |
| ---- | ---- | ---- | ---- | ---- | ---- | ---- |
| 435  | ↗450 | ↘440 | ↗475 | ↗483 | ↘315 | ↘314 |